# Allied Command Europe Mobile Forces
Die Allied Command Europe Mobile Force (AMF, auch: ACE Mobile Force) war ein multinationaler mobiler Eingreifverband der NATO für den Kommandobereich Europa mit Hauptquartier in Heidelberg, Deutschland. Unterstellt war der Verband, der auch als „NATO-Feuerwehr“ bezeichnet wurde, direkt dem Supreme Allied Commander Europe (SACEUR). Der Verband wurde 2002 aufgelöst.

## Auftrag
Die AMF war ein multinationaler Verband auf Brigadeebene mit Land- und Luftstreitkräften und diente während des Kalten Krieges als strategische Verbesserung des Flankenschutzes. Beteiligte Nationen waren die USA, Großbritannien, Kanada, Italien, Belgien, Niederlande, Luxemburg und Deutschland. Im Falle eines Angriffs der Warschauer-Pakt-Staaten sollte sofort ein Gegenschlag herbeigeführt werden, der zugleich die Solidarität der beteiligten Nationen im Bündnis demonstrieren sollte. Bis zur Mobilmachung sollten die Hauptkräfte der AMF in den nationalen Verbänden der beteiligten NATO-Staaten verbleiben.

## Geschichte
Die Bundeswehr reagierte auf Bitten der NATO vom 9. Dezember 1960 ab Januar 1961 mit der Bereitstellung eines Fallschirmjägerbataillons, einer Sanitätskompanie, einer Luftlandefernmeldekompanie, einer Staffel leichter Kampfflugzeuge und Lufttransporteinheiten.
Im Oktober 1961 nahmen Bundeswehreinheiten, darunter auch Teile der 1. Luftlandedivision (das Fallschirmjägerbataillon 262) in der AMF im Oktober 1961 in Sardinien an dem Manöver First Try teil, an der auch belgische, britische und US-amerikanische Soldaten beteiligt waren.
Im November 1965 nahm das Fallschirmjägerbataillon 262 auch an dem AMF-Manöver  Eastern Express II an der Südostflanke der NATO teil, das in der Türkei unter Führung des AMF-Kommandeurs Generalmajor Michael Fitzalan-Howard (Großbritannien) stattfand. Insgesamt beteiligten sich 3500 Soldaten aus den USA, Großbritannien, Belgien, Deutschland und Italien an dem Manöver. 1967 folgte das Manöver Sunshine Express in Griechenland, ebenfalls mit deutscher Beteiligung. Das 1969 durchgeführte Manöver „Olympic Express“ führte die AMF-Einheiten über den Flughafen Micra (Thessaloniki/Griechenland) auf die andere Seite der Halbinsel Chalkidiki in das Strymondelta.
1970 erfolgte in Nordnorwegen bei Narvik an der Nordflanke der NATO das AMF-Großmanöver Arctic Express mit 4000 Soldaten.
Im Sommer 1983 fand in Ostanatolien im Großraum um Erzurum das AMF-L Manöver Adventure Express statt.
Im Januar 1989 wurde der deutsche General Peter Heinrich Carstens Kommandeur der AMF-Land.
Im Februar 1990 startete erneut in Nordnorwegen das AMF-Großmanöver „Array encounter 90“.
Der erste Einsatz der Luftkomponente des Verbandes (AMF-Air) erfolgte von Januar bis März 1991 während des Zweiten Golfkriegs im Rahmen der Operation  Ace Guard. Am 2. Januar 1991 beschloss der Nordatlantikrat der NATO auf Bitten der Türkei vom 17. Dezember 1990 die Entsendung von mehr als 40 Kampfflugzeugen (darunter 18 deutsche Alpha-Jet-Jagdbomber der 2. Staffel des Jagdbombergeschwaders 43) aus Belgien, Deutschland und Italien in die Türkei. Weitere Einheiten der (AMF-Land) darunter das GebPzArtBtl 235   Bad Reichenhall sollten folgen. Aufgrund der überragenden raschen Erfolge der US. und britischen Streitkräfte, kam es nie zum Einsatz der Heereskomponente (AMF-Land).
Im September 1991 unternahm die AMF mit deutscher Beteiligung Manöver in Dänemark Alley Express, im Februar 1995 erneut in Norwegen Strong Resolve und im März 1996 in Belgien Cooperative Adventure Express.
Im September 1996 wurden Teile der Luftlandebrigade 26 am „Hohen Brendten“ in Mittenwald feierlich verabschiedet. Von da an übernahmen Teile der 1. Gebirgsdivision auf Grund ihrer Ausrüstung für Kämpfe im schwierigen Gelände den AMF-Auftrag in Nord-Norwegen. Im Februar 1997 „Adventure Express“ und im März (3.–27.) 1998 Strong Resolve waren deutsche Gebirgsjäger des GebJgBtl 233 aus dem Oberbayrischen Mittenwald erstmals seit dem Ende des Zweiten Weltkriegs an einer Übung in Narvik und Umgebung sowie die LuftLandeBrigade 26 in Portugal beteiligt.
Von April 1999 bis September 1999 waren Teile der AMF-Land während des Kosovokrieges an der Operation Allied Harbor in Albanien im Einsatz.
Im Jahr 2001 nahmen große Teile der AMF an der Multinationalen Übung „Adventure Exchange“ in der Türkei teil.
Im Jahr 2002 musste die lange geplante internationale Beteiligung an der letzten Truppenübung in Bergen/Munster  abgesagt werden, so dass nur die der AMF zugeordnete deutsche Artilleriebatterie „Luftlandeartilleriebatterie 9“ das letzte Scharfschießen durchführen konnte.
Vom 7. bis 18. Oktober 2002 nahm die AMF am multinationalen Manöver „Cooperative Adventure Exchange“ in der Ukraine teil. Dies war die erste NATO-Übung, die auf dem Territorium eines ehemaligen Warschauer Pakt Staates stattfand und zugleich das letzte Manöver der AMF.
Am 30. Oktober 2002 wurde der NATO-Eingreifverband aufgelöst.

## Manöver

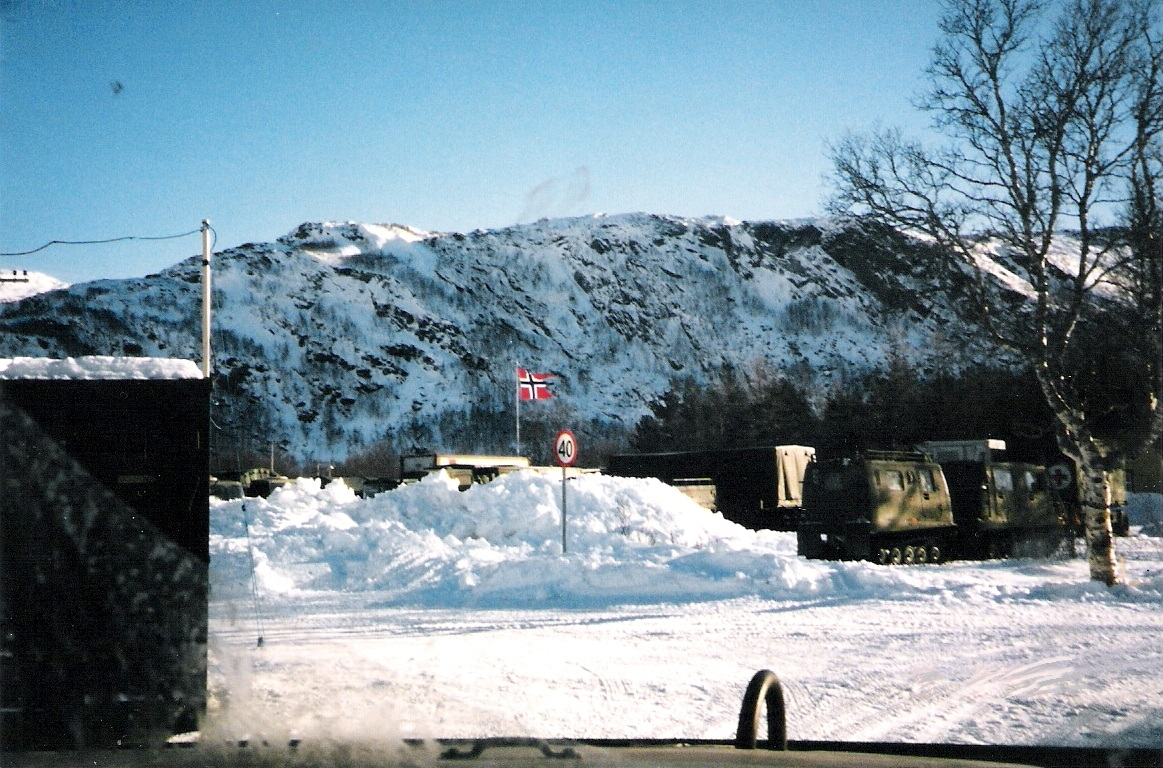
Im Rahmen des NATO-Manövers Strong Resolve (1998)

Die AMF führte jährlich, teilweise mehrere, Manöver mit internationaler Beteiligung durch.
- 1961 First Try, Sardinien
- 1962 Southern Express, Griechenland
- 1963 Norwegen, Finnmark
- 1963 Summer Marmara Express, Griechenland
- 1965 Eastern Express, Türkei
- 1966 Summer Marmara Express, Griechenland und Türkei
- 1967 Sunshine Express, Griechenland
- 1968 Griechenland
- 1969 Olympic Express, Griechenland
- 1969 Green Express, Dänemark
- 1970 Deep Express, Türkei
- 1970 Arctic Express, Norwegen, Narvik
- 1971 Hellenic Express, Griechenland
- 1972 Canadian Club, Deutschland
- 1972 Ardent Ground, Großbritannien
- 1974 ?, Elsenborn - Belgien (Mai 1974)
- 1975 Deep Express, Türkei
- 1975 Advent Express, Großbritannien
- 1976 Halina Express, Großbritannien
- 1977 Schwarzer Husar, Großbritannien
- 1977 Arrow-Express, Dänemark, Naestved (Sept.1977)
- 1980 Anorak Express, Norwegen
- 1980 Ardent Ground, Großbritannien
- 1981 Amber Express, Dänemark
- 1981 Ardent Ground, Portugal
- 1982 Ardent Ground, Portugal
- 1983 Ardent Ground, Belgien
- 1984 Ardent Ground, Großbritannien
- 1985 Archway Express, Türkei
- 1986 Ardent Ground, Belgien
- 1987 Ardent Ground, Großbritannien
- 1987 Accord Express, Dänemark
- 1987 Aurora Express, Türkei
- 1988 Arrowhead Express, Norwegen
- 1988 Alley Express, Türkei
- 1989 Ardent Ground, Italien
- 1989 Armanda Exchange, Italien, Pavia di Udine und Paularo
- 1989 Action Express, Dänemark
- 1990 Array Encounter 90, Norwegen
- 1990 Ardent Ground, Baumholder, Deutschland
- 1991 Alley Express, Dänemark
- 1992 Ardent Ground, Großbritannien, Otterburn (Northumberland)
- 1992 Alley Express, Türkei
- 1993 Arena Exchange, Italien
- 1993 Action Express, Dänemark
- 1993 Ardent Ground, Belgien
- 1994 Arctic Express, Norwegen
- 1994 Ardent Ground, Deutschland, Baumholder
- 1994 Arrow Exchange, Türkei
- 1994 Strong Resolve, Norwegen
- 1995 Arctic Express, Norwegen
- 1996 Dynamic Mix, Türkei
- 1996 Cooperative Adventure Express, Belgien
- 1997 Adventure Express, Norwegen
- 1997 Ardent Ground, Türkei
- 1998 Strong Resolve, Norwegen
- 1998 Strong Resolve, Portugal
- 2000 Joint Winter, Norwegen
- 2001 Adventure Exchange, Türkei
- 2002 Cooperative Adventure Exchange, Ukraine